# 2-氨基-4-甲基嘧啶
2-氨基-4-甲基嘧啶是一种有机化合物，化学式为C5H7N3，为茶色晶体粉末。

## 化学性质
2-氨基-4-甲基嘧啶在冰乙酸中和溴反应，溴化作用发生在甲基和甲基的邻位碳-氢上，生成4-甲基-2-氨基-5-溴嘧啶和4-溴甲基-2-氨基-5-溴嘧啶。以溴代物为底物，可以合成一系列的取代嘧啶。
如果要让溴化作用只发生在甲基上，那么可以将氨基进行保护，然后反应。例如，2-氨基-4-甲基嘧啶和乙酸酐反应，氨基转化为乙酰胺基，再于NBS于四氯化碳中回流，甲基上的氢被溴取代，此时进行脱保护即得4-溴甲基-2-氨基吡啶。如果需要进一步反应，也可在反应中脱保护，如和2,7-二萘酚在碳酸钾、碘化钾的作用下，于丙酮中回流，可得到2,7-二(2-氨基嘧啶-4-基甲氧基)萘。
和氧化剂（如高锰酸钾）反应，可以得到2-氨基-4-嘧啶甲酸。
2-氨基-4-甲基嘧啶和邻硝基苯磺酰胺基甲酸乙酯在甲苯中回流反应，生成N-[2-(4-甲基)嘧啶基]-N′-2-硝基苯磺酰脲，这种磺酰脲化合物可用作除草剂。
该化合物可作为配体，和银、铜等金属形成配合物。这些配合物得到表征，如[Ag(C5H7N3)2]ReO4是单斜晶体，[Ag(C5H7N3)2](CH3SO3)是正交晶体。